# Takashi Ono (judoka)
Pour les articles homonymes, voir Takashi Ono et Ono.
Takashi Ono (小野 卓志, Ono Takashi), né le 25 juin 1980, est un judoka japonais, médaille d'or lors des Championnats d'Asie de judo 2005 dans la catégorie des moins de 81 kg.
Ono est originaire d'Ishige, dans la préfecture d'Ibaraki, et a étudié le judo aux côtés de Keiji Suzuki depuis l'enfance. Après avoir été diplômé de l'Université de Tsukuba, il a rejoint Ryotokuji Gakuen, dont Yusuke Kanamaru, Tomoo Torii et l'ancien champion d'Asie Yuta Yazaki sont également membres. Il a remporté tous les championnats japonais de 2008 à 2010 et, bien que favori aux Championnats du monde de Tokyo 2010, a été éliminé au 3e tour par l'ancien champion olympique Ilías Iliádis. Ono est réputé pour son uchi mata (lancer intérieur de la cuisse). Il est également bien connu pour son o uchi gari (grand fauchage intérieur). En 2009-2010, Ono était considéré comme l'un des judoka les plus excitants au monde. Malgré sa popularité, il a perdu sa place aux Jeux olympiques de 2012 ; le Japon a plutôt choisi Masashi Nishiyama en moins de 90 kg.